# 47丁目-50丁目-ロックフェラー・センター駅
47丁目-50丁目-ロックフェラー・センター駅（47ちょうめ-50ちょうめ-ロックフェラー・センターえき、英: 47th–50th Streets–Rockefeller Center）はマンハッタン区ミッドタウンの6番街地下、47丁目から50丁目の間に位置するニューヨーク市地下鉄IND6番街線の駅である。B系統とM系統が平日23時まで、D系統とF系統が終日停車する。

## 歴史
この駅は1940年12月15日にIND6番街線の西4丁目-ワシントン・スクエア駅への延伸路線の一部として開業、駅北側でINDクイーンズ・ブールバード線と接続している。また、駅近くにあるロックフェラー・センター地下階と当駅は地下通路で結ばれている。
急行線は1967年に西4丁目-ワシントン・スクエア駅 - 34丁目-ヘラルド・スクエア駅 - クリスティー・ストリート連絡線間が開通した。

## 駅構造
| G          | 地上階                                               | 出入口 |
| M          | 改札階                                               | 改札口、駅員詰所、メトロカード自動券売機、ロックフェラー・センター連絡通路 |
| P ホーム階 | 南行急行線                                           | ← 平日：ブライトン・ビーチ駅行き（42丁目-ブライアント・パーク駅） ← ウェスト・エンド線経由コニー・アイランド-スティルウェル・アベニュー駅行き（42丁目-ブライアント・パーク駅）                    |
| P ホーム階 | 島式ホーム、緩行線は右側ドア、急行線は左側ドアが開く | |
| P ホーム階 | 南行緩行線                                           | ← カルバー線経由コニー・アイランド-スティルウェル・アベニュー駅行き（42丁目-ブライアント・パーク駅） ← 平日：ミドル・ヴィレッジ-メトロポリタン・アベニュー駅行き（42丁目-ブライアント・パーク駅） |
| P ホーム階 | 北行急行線                                           | → ラッシュ時：ベッドフォード・パーク・ブールバード駅行き（7番街-53丁目駅）→ 平日閑散時：145丁目駅行き（7番街-53丁目駅）→ ノーウッド-205丁目駅行き（7番街-53丁目駅）→                              |
| P ホーム階 | 島式ホーム、緩行線は左側ドア、急行線は右側ドアが開く | |
| P ホーム階 | 北行緩行線                                           | → ジャマイカ-179丁目駅行き（57丁目駅）→ 平日：フォレスト・ヒルズ-71番街駅行き（5番街/53丁目駅）→                                                                                                  |

この駅は島式ホーム2面と緩行線2線、急行線2線を持った2面4線の地下駅である。他のニューヨーク市地下鉄の2面4線の駅と違い、南行ホームは急行線が外側で緩行線が内側となっているが、これは駅北側のINDクイーンズ・ブールバード線との合流地点との兼ね合いのためで北行ホームは標準通り急行線が内側、緩行線が外側となっている。急行線はIND8番街線から7番街駅を経由し当駅へ、緩行線は63丁目線から57丁目駅を経由し当駅に入る。駅の南側では南行緩行線が急行線の下を交差し緩行線が外側、急行線が内側の標準的な構造に戻る。

### 出入口
駅には3ヶ所の改札口があり、それぞれ改札階北端西49丁目、改札階中央西48丁目、改札階南端西47丁目にある。
- 階段1つ、6番街と西50丁目の交差点北西[8]。
- 階段1つ、ラジオシティ・ミュージックホール内[8]。
- 階段1つ、6番街と西50丁目の交差点南西[8]。
- 通路1本、1251・6番街/カナダ領事館へ接続[8]。
- 通路1本、コムキャスト・ビルディングへ接続[8]。
- 階段1つ、エレベーター1機、6番街と西49丁目の交差点北西[8]。
- 階段1つ、6番街と西49丁目の交差点北東[8]。
- 階段2つ、6番街と西49丁目と6番街と西48丁目の交差点の間西側[8]。
- 階段1つ、6番街と西49丁目と6番街と西側48丁目の交差点間東側[8]。
- 通路1本、サイモン&シュスタービルディングへ接続[8]。
- 階段1つ、6番街と西48丁目の交差点北東[8]。
- 階段1つ、6番街と西48丁目の交差点南東[8]。
- 階段1つ、6番街と西48丁目の交差点南西[8]。
- 通路1本、セラニーズ・ビルディング/1251・6番街へ接続[8]。
- 階段1つ、6番街と西47丁目の交差点北東[8]。
- 階段1つ、6番街と西47丁目の交差点南東[8]。
- 階段1つ、6番街と西47丁目の交差点南西[8]。

## 映画
駅はアメリカの映画『マラソンマン』（1976年公開）の撮影に使用され、撮影当時は運行中であったKK系統の案内表記が記念として6番街と西47丁目の交差点東側の入口に飾られている。